# Ejgil Clemmensen
Ejgil Becker Clemmensen (ur. 21 czerwca 1890 w Frederiksbergu, zm. 24 października 1932 w Kopenhadze) – duński wioślarz, brązowy medalista olimpijski.
Wystąpił na igrzyskach olimpijskich w Sztokholmie w 1912, gdzie duńska osada Polyteknisk Roklub w składzie: Erik Bisgaard, Rasmus Frandsen, Mikael Simonsen, Poul Thymann i Ejgil Clemmensen zdobyła brązowy medal w czwórkach ze sternikiem. W walce o finał Duńczycy przegrali z ostatecznymi złotymi medalistami, Niemcami z osady Ludwigshafener Ruderverein, o dwie i pół długości łódki. Był to jego jedyny start olimpijski.